# Републикански път III-2006
Републикански път IIІ-2006 е третокласен път, част от Републиканската пътна мрежа на България, преминаващ изцяло по територията на Шуменска област. Дължината му е 13,4 km.
Пътят се отклонява надясно при 121,7 km на Републикански път I-2 в югоизточната част на квартал „Мътница“ на град Шумен и се насочва на югоизток през Шуменското поле. Минава през село Мадара, изкачва се на Мадарското плато, слиза от платото, пресича квартал „Калугерица“ на град Каспичан и достига до западната част на града, където отново се свързва с Републикански път I-2 при неговия 130,5 km.
| Пътища, отклоняващи се надясно (населено място, № на пътя, посока на пътя) | km   | Пътища, отклоняващи се наляво (посока на пътя, № на пътя, населено място) |
| -------------------------------------------------------------------------- | ---- | ------------------------------------------------------------------------- |
| Община Шумен, I-2, 121,7 km, гр. Шумен, кв. „Мътница“ →                    | 0,0  | → кв. „Мътница“, гр. Шумен, 121,7 km, I-2, Община Шумен                   |
| (от 19,8 km на III-208) III-2082, 37,2 km, с. Мадара →                     | 4,8  | с. Мадара                                                                 |
| Община Каспичан                                                            | 7,5  | Община Каспичан                                                           |
| гр. Каспичан, кв. „Калугерица“                                             | 9,2  | кв. „Калугерица“ гр. Каспичан                                             |
| (до гр. Варна), I-2, 130,5 km, гр. Каспичан ←                              | 13,4 | ← гр. Каспичан, 130,5 km, I-2 (от Дунав мост)                             |